# Grupo Ruedo Ibérico
El Grupo Ruedo Ibérico define a un grupo de artistas plásticos y de teóricos de arte españoles que, por iniciativa del pintor José Caballero, se unieron en 1987 para defender la experimentación en el arte y la promoción de su obra.
Estuvo integrado por los artistas plásticos Salvador Victoria Marz, José María Iglesias., José Luis Fajardo, Luis Caruncho, Álvaro Delgado y Águeda de la Pisa (la única mujer y la más joven del grupo). También formaban parte de ellos escritores y teóricos del arte José Luis Morales y José Manuel Caballero Bonald. 
El Grupo Ruedo Ibérico organizó varias exposiciones nacionales e internacionales, la más importante de todas la que se vio en el Centro Cultural de la Villa (Madrid) en 1991.